# Issaquah
Issaquah és una població dels Estats Units a l'estat de Washington. Segons el cens del 2010 tenia 30.434 habitants.

## Demografia
Segons el cens del 2000, Issaquah tenia 11.212 habitants, 4.840 habitatges, i 2.908 famílies. La densitat de població era de 514,1 habitants per km².
Dels 4.840 habitatges en un 29,5% hi vivien nens de menys de 18 anys, en un 47,3% hi vivien parelles casades, en un 9,6% dones solteres, i en un 39,9% no eren unitats familiars. En el 31% dels habitatges hi vivien persones soles el 7,8% de les quals corresponia a persones de 65 anys o més que vivien soles. El nombre mitjà de persones vivint en cada habitatge era de 2,27 i el nombre mitjà de persones que vivien en cada família era de 2,87.
Per edats la població es repartia de la següent manera: un 22,2% tenia menys de 18 anys, un 7,3% entre 18 i 24, un 36,5% entre 25 i 44, un 24% de 45 a 60 i un 10% 65 anys o més.
L'edat mediana era de 37 anys. Per cada 100 dones de 18 o més anys hi havia 88,1 homes.
La renda mediana per habitatge era de 57.892 $ i la renda mediana per família de 77.274 $. Els homes tenien una renda mediana de 55.049 $ mentre que les dones 36.670 $. La renda per capita de la població era de 34.222 $. Aproximadament el 3,4% de les famílies i el 4,8% de la població estaven per davall del llindar de pobresa.

## Poblacions més properes
El següent diagrama mostra les poblacions més properes.